# Biserica Adormirea Maicii Domnului din Oșorhei
Biserica Adormirea Maicii Domnului este un monument istoric aflat pe teritoriul satului Oșorhei, comuna Oșorhei, județul Bihor. În Repertoriul Arheologic Național, monumentul apare cu codul 30283.01.

## Localitatea
Oșorhei este satul de reședință al comunei cu același nume din județul Bihor, Crișana, România. Prima mențiune documentară este din anul 1236.

## Istoric și trăsături
Biserica monument istoric din Oșorhei, cu hramul Adormirea Maicii Domnului, a fost construitã în anul 1710. Din punct de vedere arhitectural, edificiul aparține stilului bizantin, având formă de cruce, datorită absidelor laterale. În anul 1926, a fost restaurată pictura veche, de pe boltã și iconostas.

## Imagini

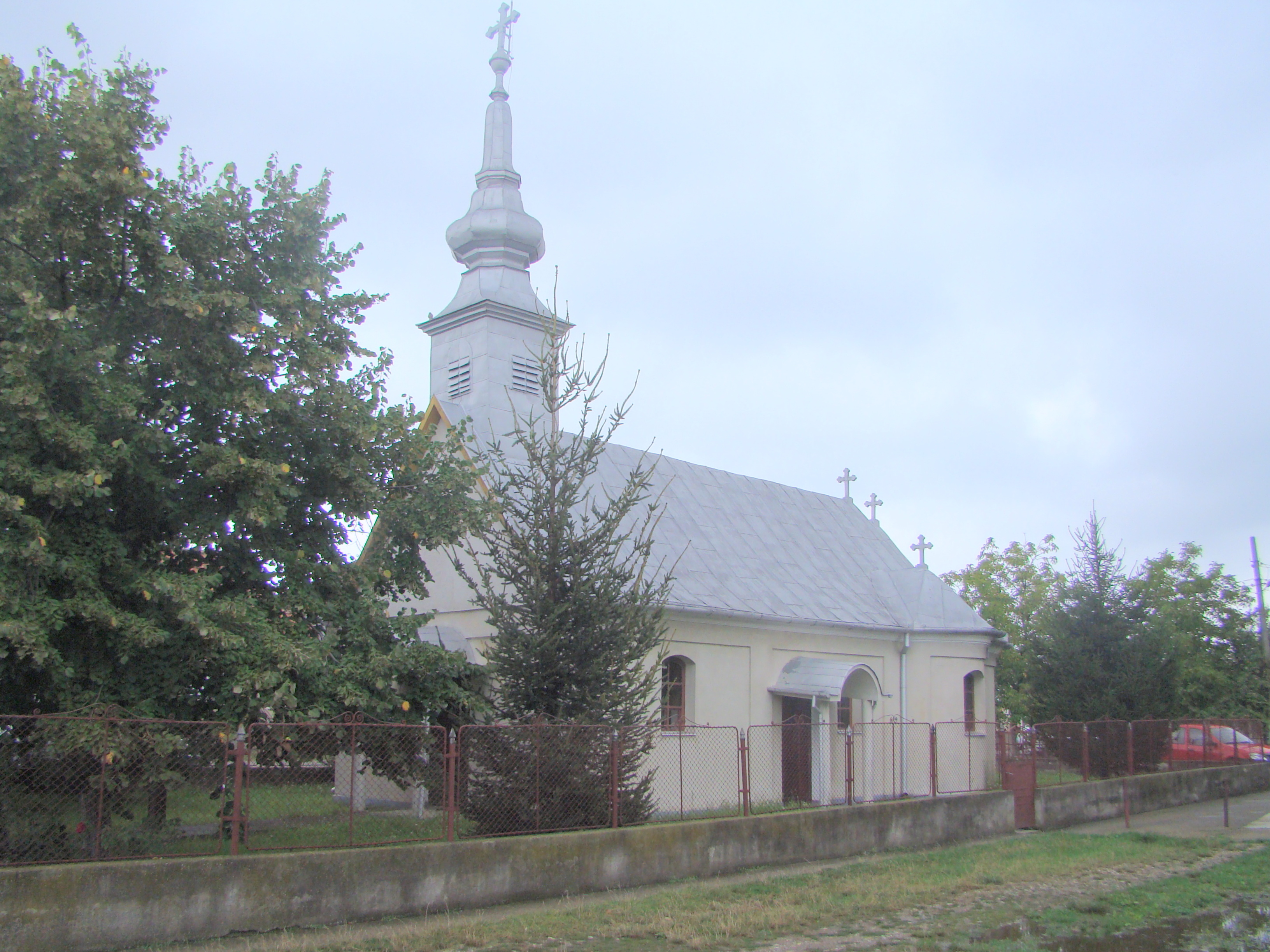
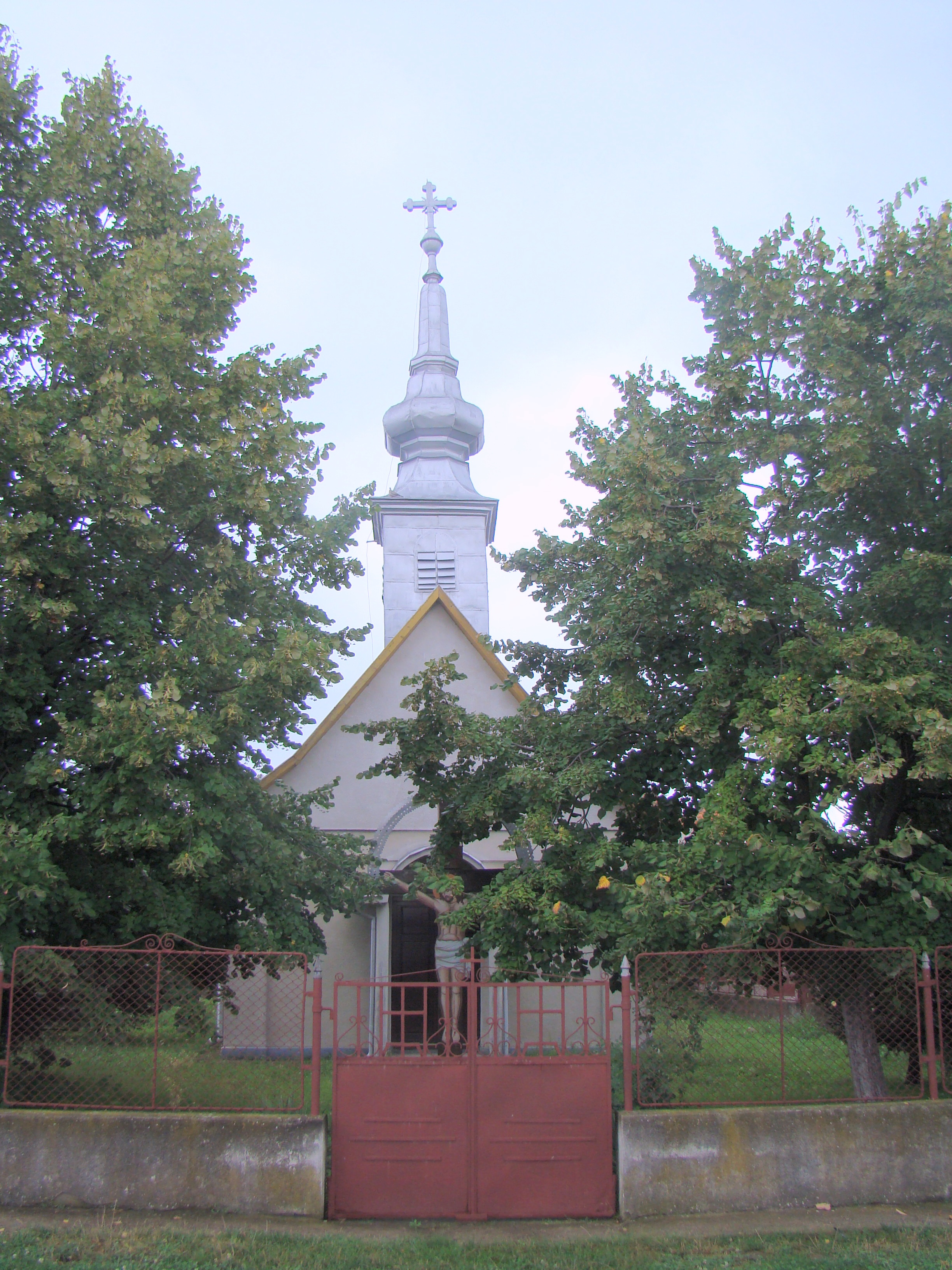
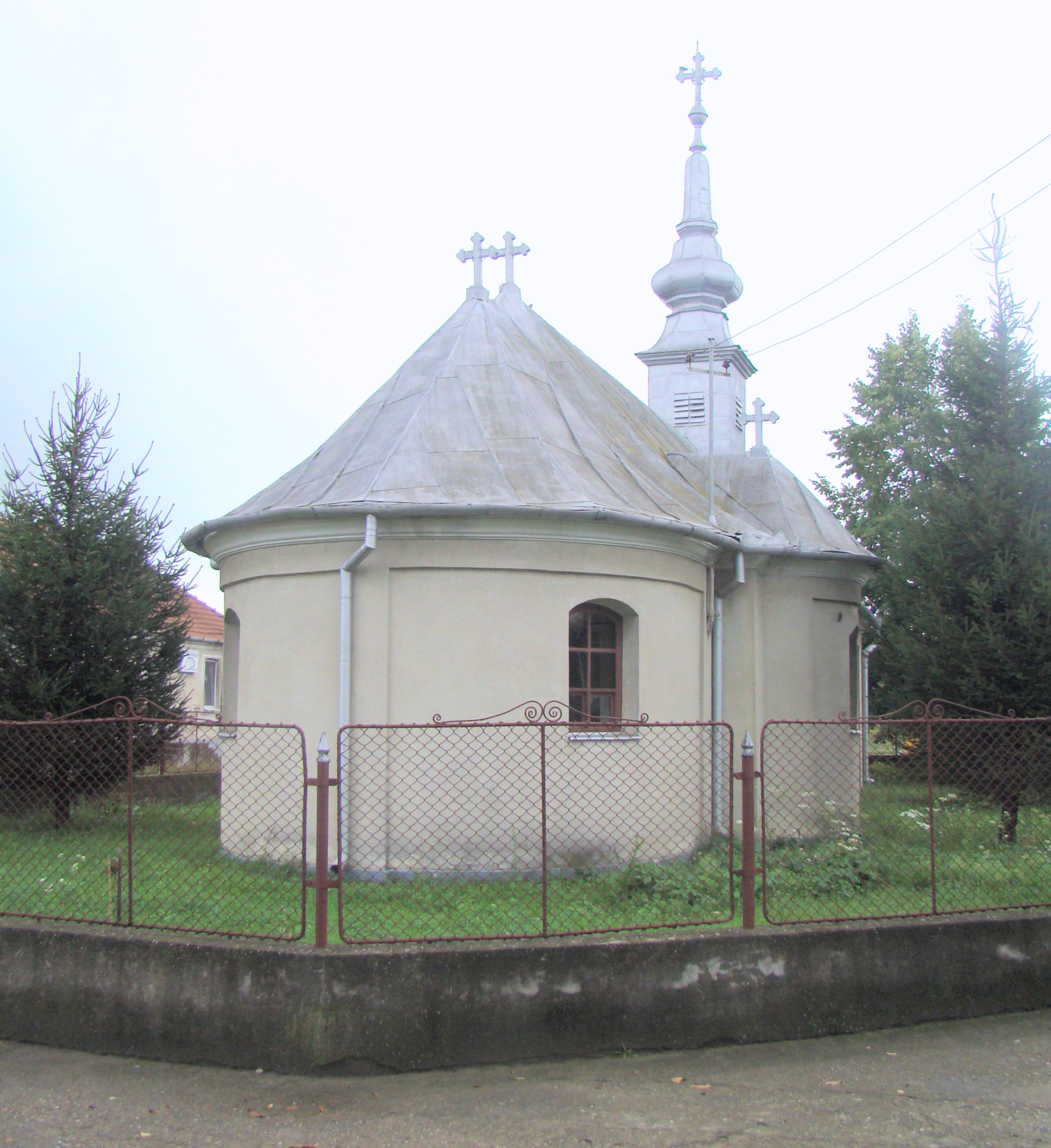
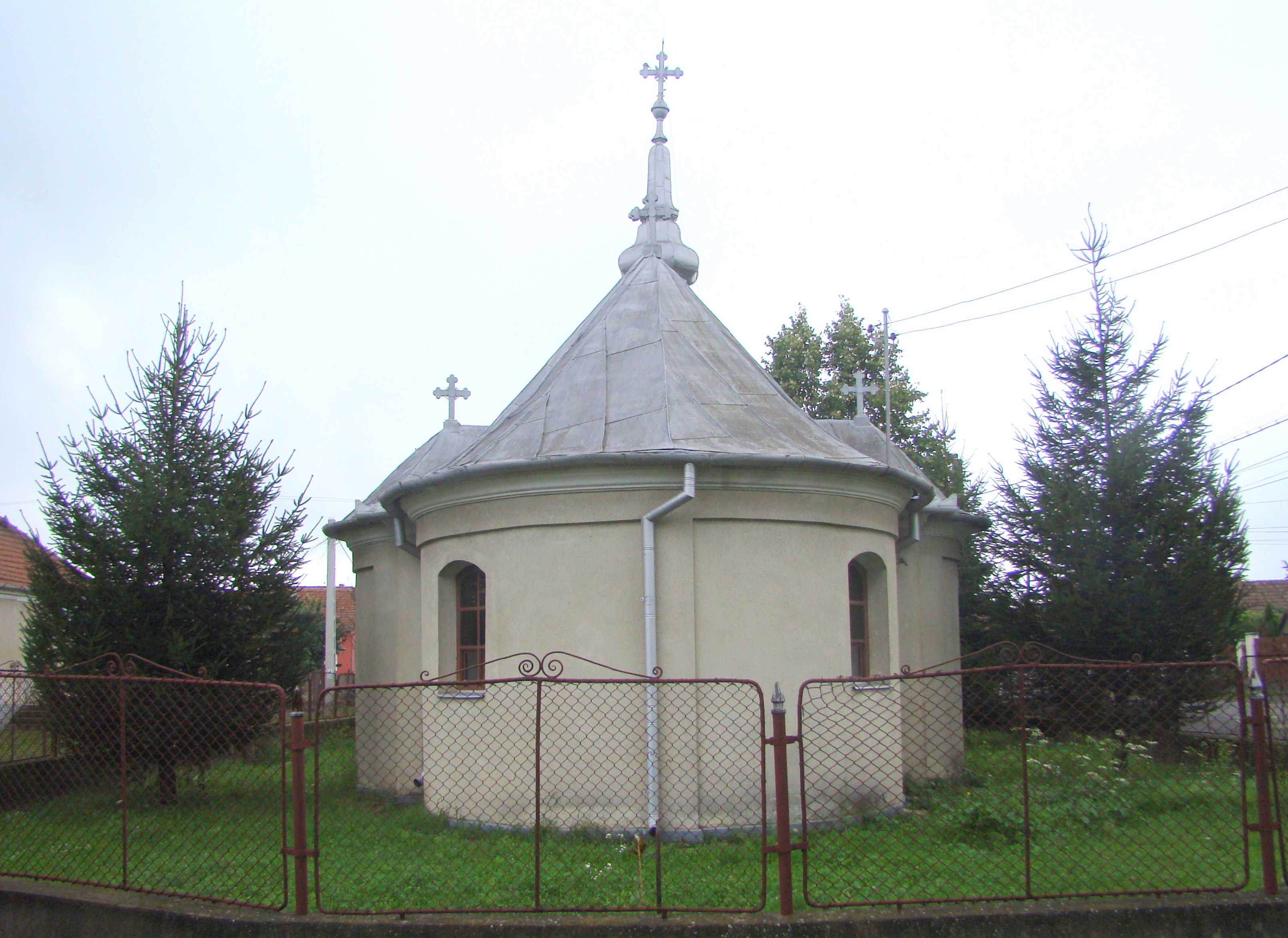
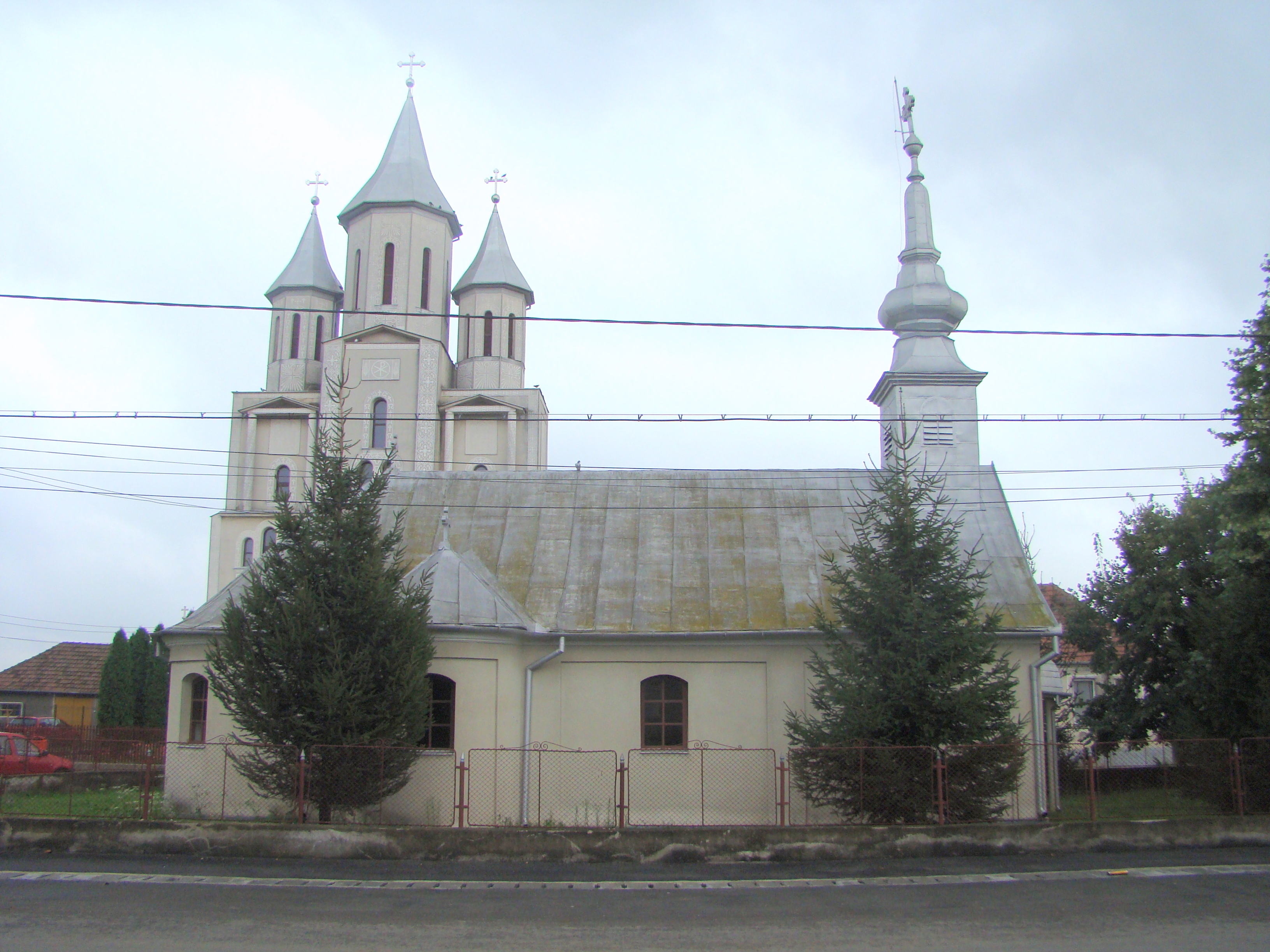
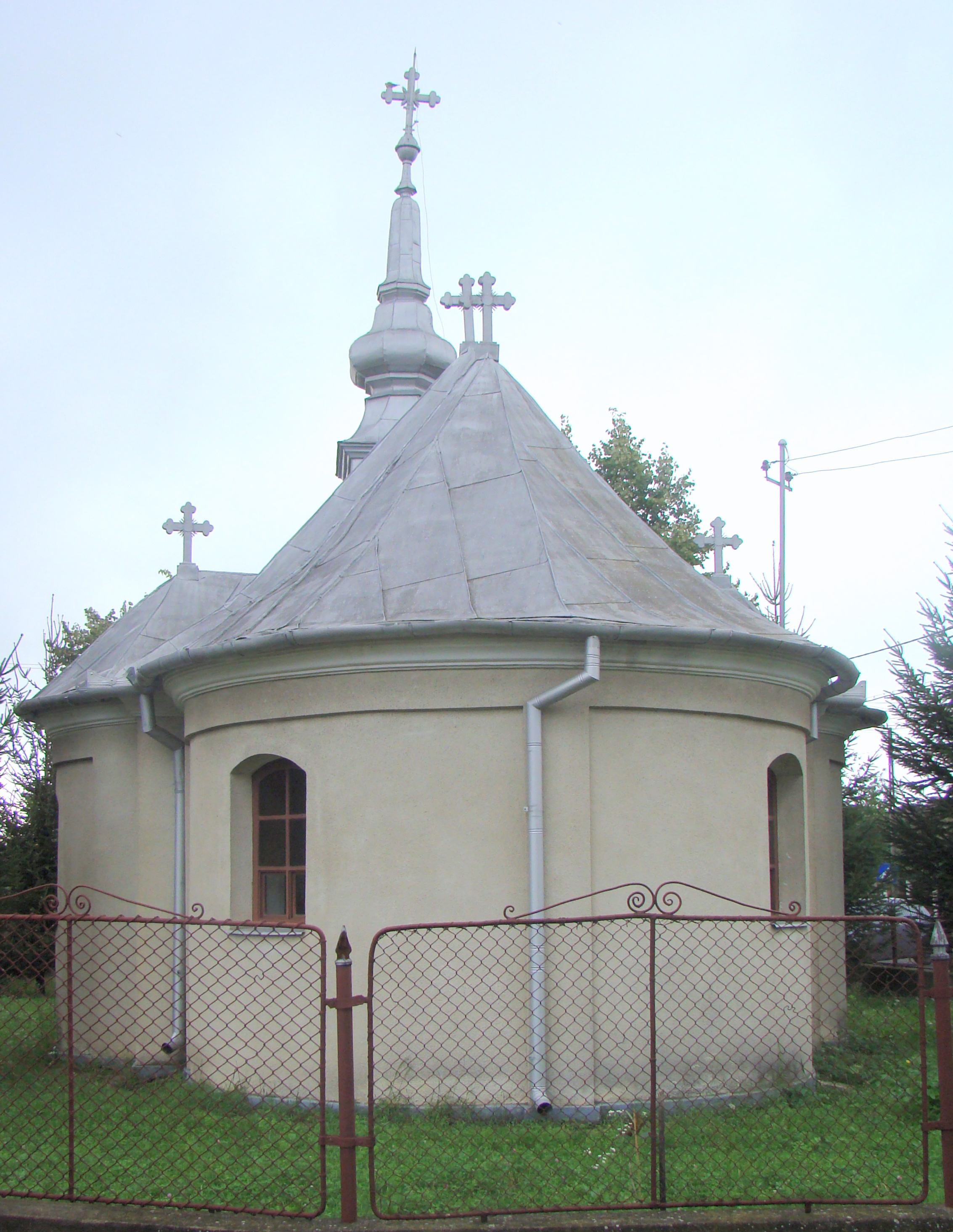
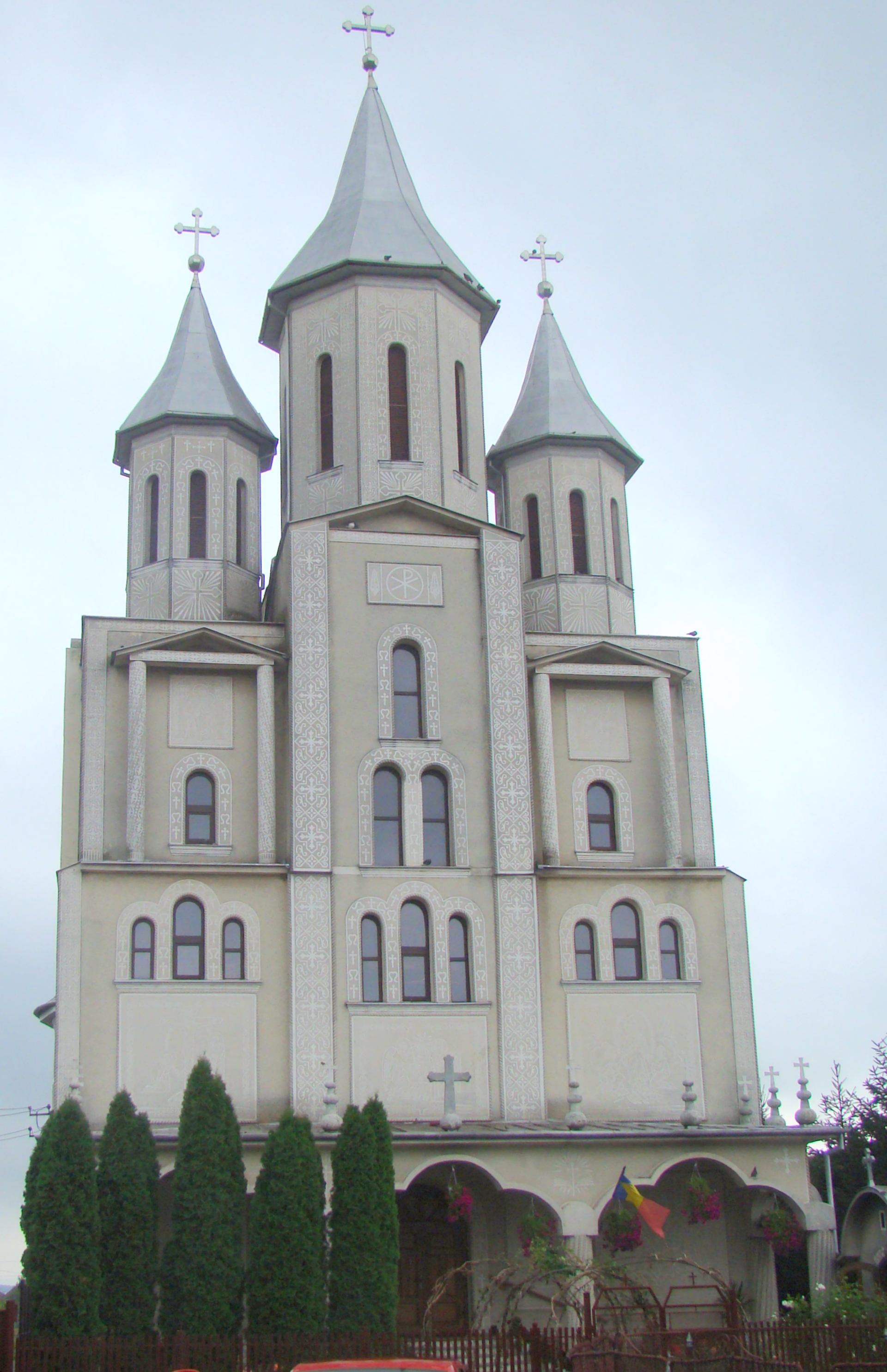
Biserica ortodoxă nouă aflată în imediata vecinătate